# The Christmas Collection (Olivia Newton-John-album)
A The Christmas Collection Olivia Newton-John első önálló karácsonyi albuma, melyen a számára legkedvesebb, gyermekkorától ismert karácsonyi dalokat énekli. Az albumon több vendégművész és a London Symphony Orchestra is közreműködik. 2001-es megjelenése óta három alkalommal került kiadásra.

## Az album dalai
- Christmas Never Felt Like This Before
- The First Noel
- Have Yourself a Very Merry Christmas - Olivia és Kenny Loggins
- Silver Bells
- There's No Place Like Home for the Holidays - Olivia és Vince Gill
- What Child is This
- Away in A Manger - Olivia és Vince Gill
- Let It Snow, Let It Snow  - Olivia, és Clint Black  valamint  Kenny Loggins közreműködésével
- O Holy Night
- White Christmas - Olivia és Kenny Loggins
- Ave Maria
- Silent Night

## Közreműködők
- Vince Gill, Grammy-díjas kanadai énekes: 5,7
- Kenny Loggins: 3,8,10
- Clint Black 8,10
- London Symphony Orchestra: 4,5,6,7,9,11

## Kiadások
- Hip-O Records 585413 (USA, 2001)
- Festival Records. (Ausztrália, 2001)
- Best of  the 20th Century: Christmas címmel második USA kiadás 2003-ban, más borítóval.
- Greenhill Music, harmadik kiadás, 2010. október, új borítóval.